# Aconitum delavayi
Aconitum delavayi är en ranunkelväxtart som beskrevs av Adrien René Franchet. Aconitum delavayi ingår i släktet stormhattar, och familjen ranunkelväxter. Inga underarter finns listade i Catalogue of Life.